# Зноймо
Зноймо (на чешки: Znojmo; на немски: Znaim) е град в Южноморавски край на Чехия с население от близо 34 хиляди души. Разположен е на левия бряг на река Дие, на 8 km от границата с Австрия. Административен център на едноименният окръг. Известен исторически център в югозападна Моравия и втория по големина град в съвременния край.

## История
Основан през 1055 г. Основите на съвременния град Зноймо са поставени през 1226 г. от чешкия крал Пршемисъл I Отакар, на мястото на старата столица на Моравската марка, унищожена през 1145 г. До средата на 13 век е използван в качеството на крепост на чешката династия Пршемисловци (от крепостта е съхранена една ротонда).
В Зноймо, на 12 юли 1809 г. е сключено примирието между Наполеон и австрийския ерцхерцог Карл след края на Ваграмската битка. По време на Австрийската империя, когато Чехия е част от нея, градът се нарича Цнайм.

## География
Градът е разположен върху скално плато по стръмния ляв бряг на река Дие, на 55 km югозападно от регионалната столица Бърно и на 75 km от Виена.

## Забележителности
В града има много образци на средновековната архитектура, сред които:
- Готическата църква „Св. Микулаш“. Построена през 1348 г. от император Карел IV (под името Карeл I като крал на Чехия).
- Зданието на градската управа със 75-метрова кула (построена ок. 1446 г.).
- Ротондата „Св. Катержина“. Представлява останалата част от замъка, принадлежал на Пршемисловци. Интериорът на ротондата е украсен с фрескови картини през 1134 г. с изображения на библейски сцени и представители на рода Пршемисловци.

## Побратимени градове
- Нове Замки, Словакия
- Ружинов (градска част на Братислава), Словакия
- Стршегом, Полша
- Понтасиеве, Италия
- Торгау, Германия
- Рец, Австрия
- Макарска, Хърватия

## Известни личности
- В Зноймо е родин скулптора Хуго Ледерер (1871 – 1940).
- Ханси Нисе (1875 – 1934) – австрийска театрална и киноактриса.